# Gymnastique aux Jeux olympiques d'été de 1896 - Barre fixe par équipes
Pour un article plus général, voir Gymnastique aux Jeux olympiques de 1896.
L'épreuve de barre fixe par équipe est l'une des huit épreuves de gymnastique des Jeux olympiques de 1896 organisés à Athènes (Grèce). Seule l'Allemagne participe à l'événement.

## Résultats
| Rang | Équipe    | Capitaine      | Gymnastes |
| ---- | --------- | -------------- | --- |
| 1    | Allemagne | Fritz Hoffmann | Konrad Böcker, Alfred Flatow, Gustav Flatow, Georg Hillmar Fritz Manteuffel, Karl Neukirch, Richard Röstel, Gustav Schuft Carl Schuhmann, Hermann Weingärtner |